# Ghacks
Ghacks – blog poświęcony ciekawostkom ze świata techniki.
Ghacks został założony w 2005 roku. W 2001 r. serwis został przejęty przez Softonic. 
W ciągu miesiąca witrynę odwiedza blisko 3 mln użytkowników (stan na 2020 rok). 
Funkcję redaktora naczelnego pełni Martin Brinkmann. 